# Maffeo
Maffeo ist ein italienischer männlicher Personenname.

## Herkunft
Maffeo ist eine Nebenform des Namens Matteo, stammt damit ursprünglich vom griechischen Namen Ματθαίος (Matthaíos/Matthéos) ab und ist daher die italienische Form von Matthäus. Durch das Fehlen des th-Lauts im Italienischen wurde daraus ein f-Laut. Nebenher existiert noch die Form Mazzeo, die sich auf dieselbe Weise gebildet hat.

## Varianten
männlich: Matteo, Mazzeo, Feo
weiblich: Mattea, Maffea, Fea
Zu Varianten in anderen Sprachen siehe Matthäus.

## Namensträger
- Maffeo Vincenzo Barberini, später Papst Urban VIII. (1568–1644)
- Maffeo Barberini (1631–1685), Adliger und Großneffe des oberen
- Maffeo Contarini († 1460), Patriarch von Venedig
- Maffeo Giovanni Ducoli (1918–2012), Bischof von Belluno-Feltre
- Maffeo Nicolò Farsetti (1677–1741), Erzbischof von Ravenna
- Maffeo Gherardi (1406–1492), Patriarch von Venedig
- Maffeo Pantaleoni (1857–1924), Ökonom und Politiker
- Maffeo Vegio (1407–1458), Dichter
- Maffeo Verona (1574–1618), Maler

Maffeo ist zudem der Nachname von:
- Luigi Maffeo (1915–1971), italienischer Geistlicher und römisch-katholischer Militärerzbischof von Italien
- Pablo Maffeo (* 1997), spanischer Fußballspieler